# Francisco Hernández de Córdoba (Gründer Nicaraguas)

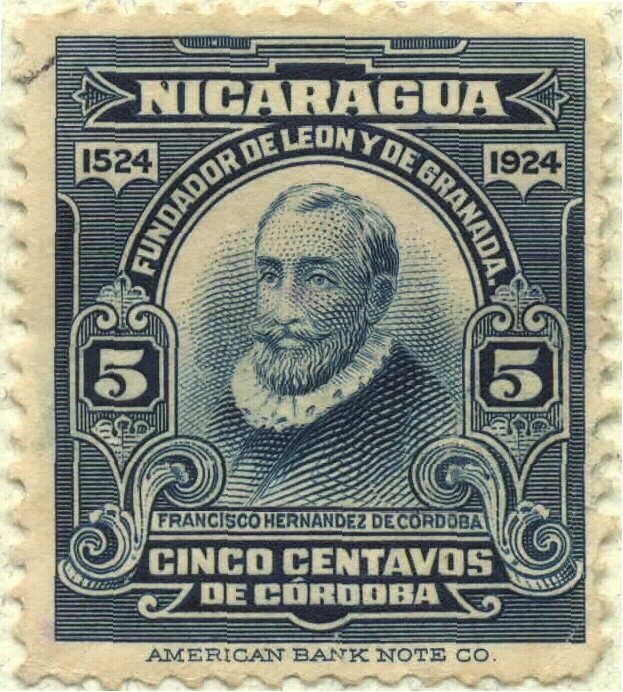
Bildnis von Francisco Hernández de Córdoba auf einer nicaraguanischen Briefmarke von 1924

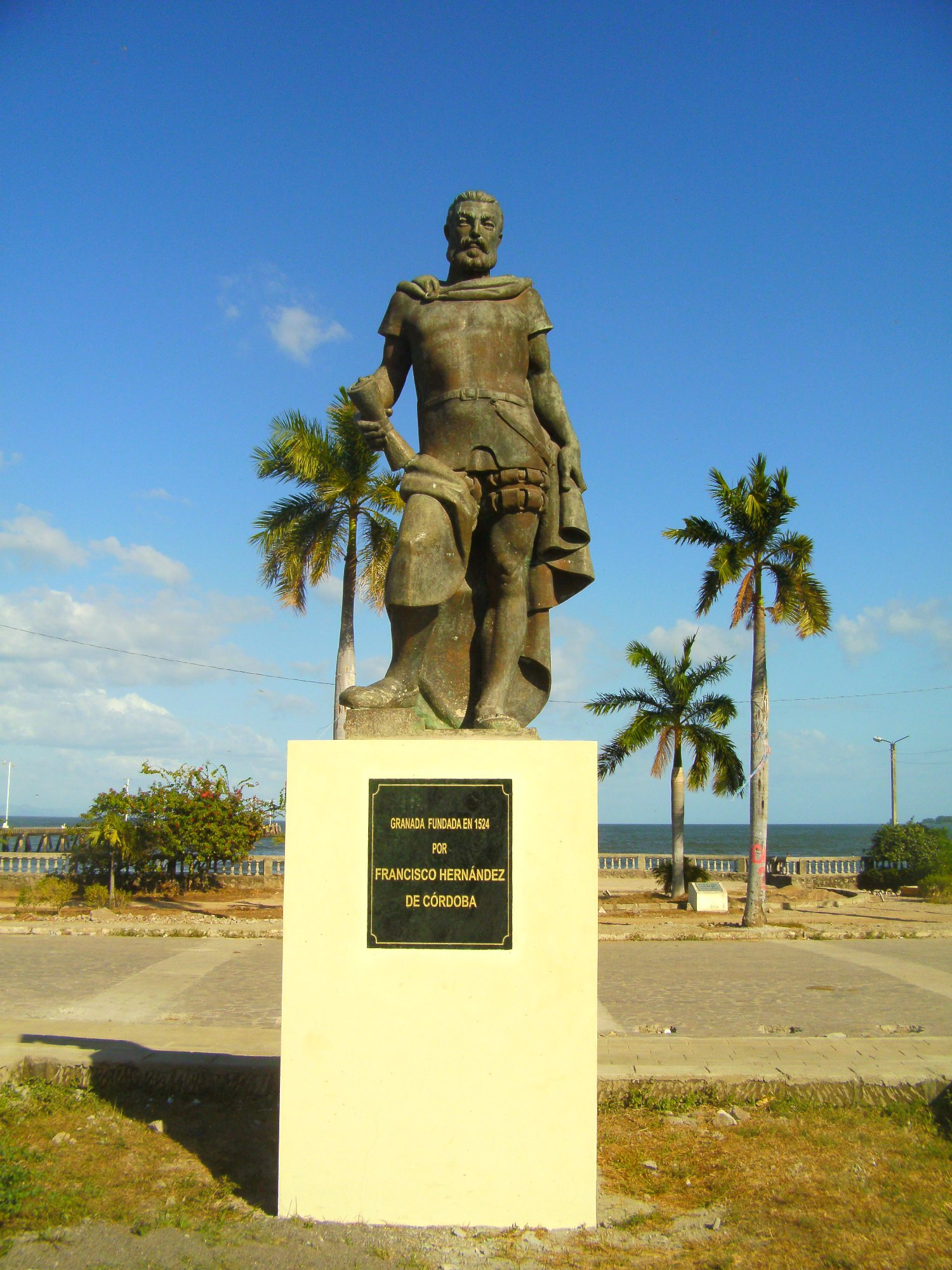
Eine Statue von Francisco Hernández de Córdoba in Granada

Francisco Hernández de Córdoba (auch Córdova, nach anderer Schreibweise Córdobas; * vielleicht um 1475 in Córdoba (Spanien); † 1526 im heutigen León Viejo) war ein spanischer Konquistador.

## Leben
Francisco Hernández de Córdoba war Offizier unter dem Kommando von Pedrarias Dávila, der Francisco Hernández de Córdoba an die Pazifikküste des heutigen Nicaragua entsandte, wo dieser die Städte Granada und León gründete. Sein Leben wurde oft bestimmt von den Intrigen der Konquistadoren untereinander. Pedrarias Dávila entsandte ihn an die Atlantikküste, weil er dem dort stationierten Gil González Dávila misstraute. Francisco Hernández de Córdoba wiederum agierte gegen Cristóbal de Olid und hatte dabei die Unterstützung von Hernán Cortés, der wiederum letzterem Rebellion vorwarf.
Nachdem Francisco Hernández de Córdoba die Unterstützung von Hernán Cortés verloren hatte und von Pedrarias Dávila des Verrats verdächtigt wurde, schickte dieser Schiffe aus. Die Besatzung der Schiffe nahm Francisco Hernández de Córdoba gefangen und brachte ihn in das damalige León, wo er enthauptet wurde.
Im Jahr 2000 wurden die Überreste Francisco Hernández de Córdoba bei Ausgrabungsarbeiten in der Ruinenstadt León Viejo gefunden, dem ursprünglichen Platz des nach einem Vulkanausbruch verlegten León.
Nach Francisco Hernández de Córdoba ist die Währung Nicaraguas, der Córdoba Oro benannt.